# Leonel Tavares Cabral
Leonel Tavares Cabral (Coimbra, 9 de Fevereiro de 1790 — Lisboa, 2 de Agosto de 1853), frequentemente referido por Leonel Tavares, foi um magistrado judicial e político que se destacou como um dos mais importantes líderes do setembrismo na fase inicial da Monarquia Constitucional Portuguesa.

## Biografia
Nascido em Coimbra, formou-se bacharel em Leis pela Universidade de Coimbra  a 3 de julho de 1819, enveredando inicialmente pela advocacia na cidade de Coimbra.
No ano seguinte concorreu a um lugar de magistrado, para o qual foi a aprovado em 28 de janeiro de 1820. Obteve colocação como juiz de fora da ilha do Pico, cargo para que foi nomeado por carta régia de 21 de abril de 1823. Instalou-se no Pico, ganhando rápida preponderância entre os liberais locais, que informalmente passou a liderar.
Quando em fevereiro de 1827 foram realizadas as eleições para deputados às Cortes pela Província dos Açores, apresentou-se em Angra como um dos eleitores, tendo acabado por ser líder político principal dessas eleições, congregando a oposição faialense e micaelense contra a continuação de Angra como capital dos Açores.
Com a dissolução das Cortes permaneceu fiel à causa liberal e serviu sob as ordens da Junta do Porto, que o nomeou, por portaria de 28 de maio 1828, para o cargo de delegado de polícia em Coimbra. Após a derrota da Junta, partiu para o exílio, inicialmente em Inglaterra, depois na Bélgica e em França, onde permaneceu até 1833.
Partidário do Marechal Saldanha, após o termo da Guerra Civil Portuguesa foi eleito deputado nas legislaturas de 1834 a 1836; de 1837 a 1838; de 1838 a 1840 e de 1851 a 1852, embora nunca por qualquer dos círculos dos Açores. Em 1836 foi um dos líderes da Revolução de Setembro, pegando em armas contra os irmãos Costa Cabral na Patuleia de 1846-1847, o que lhe valeu ser preso, vindo a ser abrangido pela amnistia de 10 de junho de 1847.
Iniciou-se no jornalismo político como colaborador do Nacional, em Lisboa. Foi depois redactor de O Português e, em 1843, fundou o seu próprio diário, O Patriota, que foi até à sua morte o órgão independente da corrente radical do setembrismo.
Pertenceu à Maçonaria, sendo um dos dirigentes da Maçonaria dissidente de 1835.
Foi membro da esquerdista Sociedade Patriótica Lisbonense em Março de 1836